# مجدي طلعت (لاعب)
مجدي طلعت هو لاعب كرة يد مصري محترف ضمن صفوف منتخب مصر لكرة اليد للكراسي المتحركة. حصل على لقب هداف بطولة العالم لكرة اليد للكراسي المتحركة لعام 2024 والتي أقيمت في مصر، كما تم اختياره كأفضل لاعب في البطولة.

## مسيرته
بدأ مجدي طلعت مسيرته في رياضة كرة اليد للكراسي المتحركة حديثًا نسبيًا، حيث تدرب الفريق لمدة قصيرة لا تتجاوز 45 يومًا قبل بطولة العالم لكرة اليد للكراسي المتحركة 2022، وذلك حسب حوار له مع جريدة "الوطن" المصرية. قبل كرة اليد، كان مجدي طلعت يمارس كرة السلة للكراسي المتحركة وحقق فيها ألقابًا عديدة.

## مشاركاته الدولية
- شارك مجدي طلعت في بطولة العالم لكرة اليد للكراسي المتحركة 2022 وساهم في حصول المنتخب المصري على الميدالية الفضية. هذا ما أكدته مصادر متعددة مثل موقع "كورة بلس" الذي غطى البطولة.[2]
- قاد مجدي طلعت المنتخب المصري للفوز ببطولة العالم لكرة اليد للكراسي المتحركة 2023، وهو إنجاز تاريخي يُعد الأول من نوعه لمنتخب عربي وأفريقي في هذه الرياضة.[3]
- ذكرت بعض المصادر أن مجدي طلعت أحرز 56 هدفًا من أصل 81 تصويبة في بطولة العالم لكرة اليد للكراسي المتحركة 2023.[4]
- فاز منتخب مصر في نهائي بطولة العالم لكرة اليد للكراسي المتحركة 2023 على منتخب أمريكا بنتيجة 2-0.[5]

## إنجازاته
- هداف بطولة العالم لكرة اليد للكراسي المتحركة 2022.
- أفضل لاعب في بطولة العالم لكرة اليد للكراسي المتحركة 2022.
- فائز ببطولة العالم لكرة اليد للكراسي المتحركة 2023.

## المنتخب المصري لكرة اليد للكراسي المتحركة
يُعتبر المنتخب المصري من الفرق البارزة في هذه الرياضة الناشئة. بدأت مصر المشاركة في بطولات كرة اليد للكراسي المتحركة مؤخرًا وتمكنت بسرعة من تحقيق إنجازات كبيرة. في بطولة 2023، أصبح المنتخب المصري أول منتخب عربي وإفريقي يفوز بالبطولة، بعدما كان قد حقق المركز الثاني في النسخة السابقة.